# 前进乡 (蛟河市)
前进乡，是中华人民共和国吉林省吉林市蛟河市下辖的一个乡镇级行政单位。

## 行政区划
前进乡下辖以下地区：
前进村、城阳村、太阳村、北沟村、额勒赫村、荣光村、八里堡村、二河村、三河村、靖安村、平地沟村、民主村、团子山村、梨树沟村、新光村、义气岗子村和兴隆村。